# Skulderfläcksbock
Skulderfläcksbock (Tetropium fuscum) är en skalbagge i  familjen långhorningar som huvudsakligen lever i granskogar.

## Kännetecken
Skulderfläcksbock blir mellan 10 och 18 millimeter lång. Kroppen är långsmal med svart grundfärg och med bruna täckvingar. Täckvingarnas främre tredjedel har tät ljus behåring. Antennerna når nästan till täckvingarnas mitt och är kraftigt byggda. Benen har kraftigt förtjockade lår. Liksom andra arter i släktet har ögat en kraftig inskärning på mitten.

## Levnadssätt
Skulderfläcksbock lever i barrskog, främst på gran men ibland även på tall. Larven lever under barken på nyligen döda, eller  döende träd. Den vuxna skalbaggen är mest nattaktiv och påträffas från mitten av maj till mitten av juni.

## Utbredning
Skulderfläcksbock förekommer mindre allmänt i hela Sverige. Den finns även i Danmark, Finland och delar av Norge. Den finns i en stor del av Central och Sydeuropa och vidare österut genom Ryssland till Stilla Havet och Japan. Den är även införd i Kanada.